# Xenolytus stenus
Xenolytus stenus là một loài tò vò trong họ Ichneumonidae.